# Хьюз, Дэн
Дэн Хьюз (англ. Dan Hughes) — американский баскетбольный тренер. После полутора десятилетий тренерской карьеры в университетских командах перешёл в 1999 году в женскую НБА, где тренировал клубы «Шарлотт Стинг», «Кливленд Рокерс», «Сан-Антонио Старз» и «Сиэтл Шторм». Тренер года женской НБА в 2001 и 2007 годах, чемпион женской НБА в 2018 году (с «Сиэтл Шторм») и финалист в 2008 году (с «Сан-Антонио Старз»).

## Биография

### Учёба и работа с детскими и студенческими командами
В 1973—1977 году Дэн Хьюз учился на отделениях физического воспитания и истории в колледже Маскингам в Нью-Конкорде (Огайо), защищая честь сборных этого вуза по баскетболу и бейсболу. В составе баскетбольной сборной колледжа он провёл два первых года, оба раза победив с ней в чемпионате Спортивной конференции Огайо, а в бейсбольной — три, в 1977 году став лидером конференции по украденным базам.
В последние два года учёбы Хьюз выполнял обязанности помощника тренера баскетбольной сборной колледжа, в 1977 году завоевав в этом качестве ещё одно звание чемпиона конференции. По окончании Маскингама он поступил в Университет Майами в Огайо, на следующий год окончив его со второй степенью по педагогике. Будучи студентом Университета Майами, Хьюз снова занимал пост помощника тренера сборной своего вуза, которая при его помощи выиграла чемпионат Среднеамериканской конференции и приняла участие в региональном чемпионате NCAA.
После пяти лет в качестве тренера команды мальчиков в средней школе, с которой он завоевал звание чемпиона района, Хьюз с 1982 по 1991 год занимал пост помощника тренера сборной колледжа Маунт-Юнион (с однолетним перерывом в 1984—1985, когда он выполнял аналогичные обязанности в колледже Болдуина-Уоллеса). В 1991 году он занял должность помощника тренера мужской баскетбольной сборной в Университете Толедо (Огайо) и оставался на этом посту до 1996 года, затем на один год перейдя на аналогичную должность в женской сборной того же вуза.

### Женская НБА
В 1998 году Хьюз получил предложение занять пост помощника главного тренера в клубе женской НБА «Шарлотт Стинг». По ходу сезона 1999 года он сменил Маринелл Медорс на посту главного тренера; под его руководством «Стинг» одержали 10 побед при таком же количестве поражений, поднялись в конференции с четвёртого места на второе и впервые в истории клуба прошли во второй круг плей-офф.
В 2000 году Хьюз занял пост главного тренера клуба женской НБА «Кливленд Рокерс». В первый же год с «Рокерс» ему удалось изменить баланс побед и поражений с 7-25 (в сезоне 1999) на 17-15, а всего за четыре сезона с этой командой он одержал в регулярном сезоне 66 побед при 64 поражениях и трижды выходил в плей-офф. В 2000 году Хьюз занял второе место на выборах тренера года женской НБА, а на следующий год завоевал это звание, закончив регулярный сезон с «Кливлендом» с балансом побед и поражений 22-10. В этом сезоне его подопечные продемонстрировали одну из лучших защит в истории женской НБА, и некоторые из их показателей в обороне оставались в списках рекордов и много лет спустя. Их оппонентки набирали за игру только 55,9 очка (рекорд лиги), делали 27,84 подбора и реализовали 38,1 % бросков. 11 команд-соперниц набирали в матчах с «Рокерс» менее 50 очков, три — менее 40; пять команд набирали за матч самое низкое в своей истории количество очков, включая отрицательный рекорд НБА — 34 очка за игру, набранные «Вашингтон Мистикс».
После четырёх сезонов с «Кливлендом» Хьюз на год занял пост помощника комиссара Среднеамериканской конференции NCAA по мужскому баскетболу. Начиная с 2005 года он был главным тренером и генеральным менеджером клуба женской НБА «Сан-Антонио Старз». С этой командой Хьюз стал первым в истории женской НБА тренером, выводившим в плей-офф три разных клуба. Он ещё несколько раз занимал второе место на выборах тренера года, а в сезоне 2007 года завоевал это звание вторично. На следующий год «Сан-Антонио» под его руководством с балансом побед и поражений 24-10 впервые в своей истории стали чемпионами Западной конференции и вышли в финал лиги. В качестве генерального менеджера клуба Хьюз привёл в «Старз», среди прочих, будущих звёзд женской НБА Софию Янг (в 2006 году), Бекки Хэммон (в 2007 году), Джию Перкинс и Джейн Аппель.
В 2010 году Хьюз ушёл с поста главного тренера «Сан-Антонио», полностью сосредоточившись на обязанностях генерального менеджера, но уже в следующем сезоне вернулся к совмещению обеих должностей. Он продолжал тренировать «Старз» до 2016 года, в общей сложности шесть раз побывав с ними в плей-офф. За время работы с «Шарлоттом», «Кливлендом» и «Сан-Антонио» Хьюз установил рекорд женской НБА среди тренеров по количеству проведённых игр (524, с балансом побед и поражений 237—287). За эти годы под его началом в качестве ассистентов работали три будущих главных тренера команд женской НБА — Шерил Рив, Брайан Аглер и Сэнди Бронделло. В 2010 и 2012 году он включался в комитеты по отбору игроков в женскую сборную США соответственно к чемпионату мира и Олимпийским играм.
После 16 лет в должности главного тренера клубов женской НБА Хьюз решил сменить профессию. В 2017 году он проводил мастер-классы по баскетболу по всей Северной Америке и выступал в качестве телевизионного комментатора-аналитика на каналах ESPN и Fox Sports. Однако уже в октябре 2017 года было объявлено, что Хьюз занимает пост главного тренера ещё одного клуба женской НБА — «Сиэтл Шторм». Сезон 2017 года «Шторм» закончили с балансом побед и поражений 15-19, но в первый год с Хьюзом в качестве главного тренера одержали 26 побед при 8 поражениях, а в плей-офф выиграли шесть игр из восьми, в том числе победив в финальной серии со счётом 3-0. Этот титул стал первым в карьере Хьюза в женской НБА.
В марте 2019 года, выступая в качестве комментатора на игровой площадке в турнире женских команд NCAA в Станфорде, Хьюз почувствовал себя плохо. У него начались боли в желудке и ему стало трудно есть. Врачи диагностировали у тренера аппендицит, но во время операции по удалению аппендикса обнаружили злокачественную опухоль. Лечение заставило Хьюза пропустить первую часть сезона женской НБА 2019 года, и «Сиэтл» в это время тренировал его помощник Гэри Клоппенберг, с которым команда одержала 5 побед при 4 поражениях. Хьюз вернулся к исполнению своих обязанностей 21 июня, и два месяца спустя, несмотря на долгосрочное отсутствие Брианны Стюарт и Сью Бёрд, клуб в очередной раз пробился в плей-офф. Регулярный сезон «Шторм» закончил с балансом побед и поражений 18:16 и проиграл во втором раунде плей-офф.
В 2020 году, когда женская НБА проводила сезон в условиях изоляции в связи с пандемией COVID-19, врачи рекомендовали Хьюзу воздержаться от участия в турнире. В итоге «Шторм» тренировал Гэри Клоппенберг, с которым команда и завоевала четвёртый чемпионский титул.

## Семья
Дэн Хьюз женат с весны 2018 года. От жены Мэри у него двое детей — сын (игрок баскетбольной сборной Академии ВВС США) и дочь

## Награды и звания
- Чемпион (2018) и финалист (2008) женской НБА
- Тренер года женской НБА (2001, 2007)
- Главный тренер в матче всех звёзд женской НБА (2009, 2018)[10]
- Член Зала спортивной славы Университета Маскингам (2017)[1]